# Trésxikha
Trésxikha (en rus: Трещиха) és un poble de l'óblast de Saràtov, a Rússia, segons el cens del 2010 tenia 41 habitants. Pertany al districte municipal de Saràtov.